# Stara Synagoga w Brańsku
Stara Synagoga w Brańsku – nieistniejąca synagoga, która znajdowała się w Brańsku przy ulicy Senatorskiej, nad rzeką Nurzec.
Synagoga została zbudowana w 1821 roku. Pod koniec lat 20. XX wieku została przebudowana i podwyższona. W jej wnętrzu znajdowała się duża biblioteka oraz pomieszczenie do studiowania Talmudu i innych ksiąg religijnych. Podczas II wojny światowej, po wkroczeniu w 1939 roku wojsk radzieckich do Brańska synagoga została przeznaczona na stajnię. Po wkroczeniu wojsk niemieckich do miasta w 1941 roku budynek został rozebrany.
Murowany budynek synagogi wzniesiono na planie prostokąta. Wewnątrz, we wschodniej części mieściła się główna sala modlitewna, a w zachodniej na piętrze babiniec. Całość była przykryta dachem dwuspadowym z gontem.